# San Fernando (Tamaulipas)
San Fernando – miasto w Meksyku, w stanie Tamaulipas.